# Proet
De Proet (Roemeens: Prut; Russisch en Oekraïens: Прут, Proet) is een zijrivier van de Donau in Oekraïne, Roemenië en Moldavië. De lengte is 953 km. Daarmee is de Proet de op een na langste zijrivier van de Donau. De Proet vormt een groot deel van de oostgrens van Roemenië. De grootste zijrivieren van de Proet zijn de Tsjeremosj en de Jijia.
De Proet ontspringt in het zuidwesten van Oekraïne in de Beskiden. De bron ligt nabij de Hoverla, de hoogste berg van Oekraïne, die de waterscheiding vormt met een net iets langere zijrivier van de Donau: de Tisza. Dit is het gebied van de Hoetsoelen, een Oekraïens bergvolk.
De Proet stroomt even naar het noorden en buigt vervolgens af naar het oostzuidoosten. Ze passeert de stad Kolomyja (het vroegere Galicische Kolomea), en na de monding van de Tsjeremosj Tsjernivtsi (voorheen Czernowitz), de hoofdstad van de Boekovina. Deze twee steden zijn de grootste aan de Proet.
Ten oosten van Tsjernivtsi wordt de Proet de grens met Roemenië en voorbij Darabani die tussen de republiek Moldavië en Roemenië (Roemeens Moldavië). De Proet buigt nu af naar het zuidoosten en later naar het zuiden. Het gehele grenstraject is uiterst bochtig. In het noorden ligt een groot stuwmeer: het Lac Stanca-Costeşti, gevormd door een dam, de Stânca-Costeștidam, die een waterkrachtcentrale in zich heeft. Grote plaatsen liggen op dit grenstraject nauwelijks. De grootste stad aan de Moldavische kant is Ungheni, niet ver van Iași, de grootste stad van Roemeens Moldavië. Hier bevindt zich een door Gustave Eiffel ontworpen spoorbrug uit 1874.
De monding van de Proet in de Donau bevindt zich 15 km ten oosten van Galați, een belangrijke binnenhaven.

## De Proet als grensrivier
De Proet werd in 1812 (Verdrag van Boekarest) voor het eerst een grensrivier: Rusland veroverde toen Bessarabië op het vorstendom Moldavië. Dat vorstendom ging in 1878 (Berlijns Congres) op in de nieuwe staat Roemenië, waarbij de Proet de Roemeens-Russische grens werd. In 1920 kwam Bessarabië aan Roemenië en werd de Proet grensrivier-af. In 1947 (Verdrag van Parijs) moest Roemenië de noordelijke Boekovina en Bessarabië afstaan aan de Sovjet-Unie: de Proet werd de grens tussen Roemenië enerzijds en de Sovjetrepublieken Oekraïne en Moldavië anderzijds. In 1991 werden deze republieken binnen hun bestaande grenzen onafhankelijk: sindsdien hebben drie landen de Proet als grens.
- Gemeinsame Normdatei: 4224359-2
- Library of Congress Control Number: sh86003886
- National Archives and Records Administration: 10038850
- Nationale Bibliotheek van Tsjechië: ge769294
- Nationale Bibliotheek van Israël: 987007553768505171